# 中村あゆみのオールナイトニッポン
中村あゆみのオールナイトニッポン（なかむらあゆみのオールナイトニッポン）は、ニッポン放送の深夜番組『オールナイトニッポン』の金曜2部（毎週金曜日27:00 - 29:00）で1985年4月6日から1987年1月30日まで放送されていたラジオ番組。

## 概要
パーソナリティは、当時ちょうど自身の出世作である『翼の折れたエンジェル』がヒットしていた歌手、中村あゆみ。ディレクターは原田達朗。
全体的にコーナーは少なかった番組とされ、特に28:00（午前4時）台は普通のお便りや、リスナーから悩みなどの相談事、社会問題などについて意見を募集していた『傷だらけのエンジェル』コーナー、『LOVE』コーナーにほとんど時間を費やしていた。そしてこれらのコーナーでは、真剣に答えようとするあまり感情がモロに出てしまい、激しい言葉もよく出ていたとして、それが好評だったようである。それゆえ、「まるで言葉が革ジャン着てるみたい」といったはがきが送られて来たことがあるように「『オールナイトニッポン』の歴史の中でも、最も過激な女性DJ」と評されたこともあった。女性リスナーも多く、はがきより封書が多かったといわれる。これらのコーナーから発展する形で、1986年の夏には『トークライブVol.1』と題して、いじめ、自殺、校内暴力など様々な問題について22人のリスナーとの討論会を行っている。
最終回の放送は、放送前日の1987年1月29日にニッポン放送内のラジオハウス銀河（銀河スタジオ）で、司会に上柳昌彦アナ、ゲストに中村あゆみのプロデューサーであった高橋研を迎えて『中村あゆみトークライブ・これで終わりじゃないよ』と題して、リスナー約100人を招待して収録された。この日は『あゆみのよく使う言葉コーナー』が設けられ、ここで発表されたものによると、第3位は「てめえいい加減にしろよぉ」「お前ら」「あたしさぁ」、第2位は「お前なァ」「ぶっとばしてやる!」、第1位は「バカヤロォ―!」だった。ラストは、高橋研の弾くギターの生演奏に合わせ、中村がシングル曲『A BOY』を歌った。
本番組スタート当時の中村あゆみの年齢は18歳。これはオールナイトニッポンパーソナリティの中では、川村かおり（1989年4月当時）、松浦亜弥（2005年4月当時）と同じである。

## 主なコーナー
- 変な奴コーナー
- ファイトだ宮本
（当時読売ジャイアンツの宮本和知投手がどうしたら強くなれるかを考えていたコーナー。この番組を聴いているから打たれてしまう、という噂があったらしい）
- 傷だらけのエンジェル
- LOVEコーナー
など
（出典：[1]）